# قانون احترام به آزادی‌های مشروع و حفظ حقوق شهروندی
قانون احترام به آزادی‌های مشروع و حفظ حقوق شهروندی مصوب سال ۱۳۸۳ برای حفظ حقوق طبیعی اشخاص متهم، جلوگیری از انواع مختلف شکنجه و سوء رفتار مأموران قضائی و رعایت موازین قانونی در بازجویی‌ها، قرارهای بازداشت، توقیف و ضبط اموال و تصرف بیجا در اموال اشخاص متهم وضع شده‌است.
این قانون برخی از مصادیق این نوع رفتارها را برشمرده و دادگاه‌ها، دادسراها و ضابطان قضائی را مکلف به رعایت و اجرای دقیق مواد این قانون می‌کند و هیأتی را که اعضای آن از سوی رئیس قوه قضائیه تعیین شده‌اند مأمور نظارت بر حسن اجرای آن می‌کند.
این قانون از یک ماده واحده و ۱۵ بند تشکیل شده و یک دستورالعمل اجرایی برای بند ۱۵ آن نیز در ۲۳ اردیبهشت به تصویب رسیده‌است.
این قانون در ابتدا بخشنامه رئیس قوه قضائیه بود و ۱۵ اردیبهشت ۱۳۸۳ در آخرین روزهای فعالیت مجلس ششم با قید دوفوریت در دستور کار مجلس شورای اسلامی قرار گرفته و بدون هیچگونه تغییری به تصویب می‌رسد و در ۱۶ اردیبهشت ۱۳۸۳ نیز با همان فوریت و تعجیل در شورای نگهبان مطرح شده و به تأیید می‌رسد.